# المشارع (ذي السفال)

تعديل مصدري - تعديل

المشارع هي إحدى قرى عزلة ذي الحود ومعاين بمديرية ذي السفال التابعة لمحافظة إب، بلغ تعداد سكانها 193 نسمة حسب تعداد اليمن لعام 2004.